# 2008 en Tunisie
Chronologie de la Tunisie
- 2004
- 2005
- 2006
- 2007
- 2008
- 2009
- 2010
- 2011
- 2012

Cet article présente les faits marquants de l'année 2008 en Tunisie.

## Évènements

### Janvier
- 1er janvier : Les dernières barrières douanières restantes entre la Tunisie et l'Union européenne sont levées lorsque l'accord de libre-échange entre en vigueur. Malgré le nouveau marché prometteur, certains dirigeants d'entreprises et responsables politiques mettent en garde sur la possibilité que le fossé économique existant entre la Tunisie et l'Union européenne puisse se creuser.
- 5 janvier : La Fédération tunisienne de football annonce des sanctions contre le Club sportif sfaxien pour abandon du terrain et jets de projectiles lors d'un match de la 15e journée du championnat. L'entraîneur Michel Decastel se voit interdire le banc de touche pour six mois et le club se voit infligé des amendes d'un montant global de 2000 dinars, le retrait de deux points au classement et l'organisation d'un match à huis clos.
- 13 janvier : L'agence Algérie Presse Service annonce que la Tunisie et l'Algérie ont signé un accord concernant l'approvisionnement du marché tunisien en gaz de pétrole liquéfié algérien à l'issue de la 12e session du comité de suivi mixte.
- 14 janvier : Le premier syndicat national des journalistes tunisiens agréé par les autorités voit le jour en remplacement de l'Association des journalistes tunisiens dissoute la veille.
- 31 janvier : La Tunisie se qualifie aux quarts de finale de la Coupe d'Afrique des nations de football 2008 au cours de la troisième journée de la compétition. L'équipe termine en tête de son groupe aux côtés de l'Angola. Elle affrontera le Cameroun pour une place en demi-finale.

### Février
- 7 février : Après des semaines de débats, le Parlement adopte une loi permettant notamment au gouvernement de nommer les présidents et les doyens des universités. Les membres du Syndicat général de l'enseignement secondaire, qui souhaitent que les responsables de l'enseignement soient désignés aux termes d'élections, se sont engagés à poursuivre leur combat.
- 8 février : Yediot Aharonot annonce la décision de la cour de district de Tel Aviv selon laquelle les Juifs tunisiens qui vivaient sous le régime nazi méritent le même statut que leurs homologues européens et ont droit à des dédommagements en tant que victimes des persécutions. Jusqu'à présent, le ministère des Finances israélien considérait qu'ils avaient gardé leur citoyenneté tunisienne pendant la Shoah même si les Nazis ont occupé la Tunisie pendant six mois et persécuté ses résidents juifs.
- 11 février : Le Parti démocrate progressiste annonce la candidature de Ahmed Néjib Chebbi, chef historique de la formation et membre du bureau politique, à l'élection présidentielle de 2009 et son intention de participer aux législatives qui se dérouleront en même temps.
- 13 février : Le bureau exécutif de la Fédération tunisienne de football annonce le limogeage de Roger Lemerre en tant que sélectionneur national.
- 22 février : Un groupe lié à Al-Qaïda enlève deux touristes autrichiens, Andrea Kloiber (44 ans) et Wolfgang Ebner (51 ans), et les transfère dans une zone montagneuse en territoire algérien.
- 29 février : Selon une étude publiée par le quotidien Assabah, la production de pétrole a baissé depuis 2000, ce qui a aggravé le déficit structurel de la balance énergétique du pays. Elle a connu une baisse totale de 37 % en passant de 120 000 barils par jour en 1985 à 75 000 barils actuellement.

### Mars
- 6 mars : Pour la première fois dans l'histoire de la Tunisie, des députés présentent à la Chambre des députés un projet de loi visant à abolir la peine de mort en Tunisie.
- 10 mars : L'enlèvement des deux touristes autrichiens portés disparus depuis février est revendiqué dans un enregistrement sonore attribué à Al-Qaïda au Maghreb islamique et diffusé sur Al Jazeera.
- 21 mars : Le président Zine el-Abidine Ben Ali annonce à l'occasion de la Fête de la jeunesse un amendement provisoire de la Constitution de 1959 destiné à assouplir les conditions de candidature en vue de l'élection présidentielle de 2009. Les premiers responsables de chaque parti pourront se présenter, excluant ainsi Ahmed Néjib Chebbi qui avait annoncé sa candidature le 11 février.

### Avril
- 9 juillet : 41 manifestants arrêtés les 7 et 8 avril à Redeyef, à la suite d'affrontements survenus la veille entre forces de sécurité et manifestants mobilisés autour de revendications sociales, sont relâchés. Un recrutement contesté à la Compagnie des phosphates de Gafsa avait déclenché des protestations dès le 10 janvier.
- 28 juillet : Nicolas Sarkozy, président de la République française, effectue une visite d'État de deux jours. Parmi les thèmes de discussion abordés figurent l'Union pour la Méditerranée, le futur siège de son secrétariat en Tunisie et un accord de « gestion concertée » de l'immigration. La veille, dans la presse tunisienne, il avait déclaré qu'il « faut que notre partenariat soit le fruit d'un véritable dialogue Nord-Sud et non un concept imposé au Sud par le Nord ». Du côté des affaires, le président français est accompagné d'une centaine de patrons français. À cette occasion, Tunisair confirme une acquisition de 19 Airbus pour plus d'un milliard d'euros alors que Alstom remporte un appel d'offres pour la construction d'une centrale thermique de 400 MW pour un montant d'environ 360 millions d'euros. Enfin, trois accords de coopération sont signés dans les domaines de l'énergie nucléaire civile, ouvrant la voie pour la vente de centrales nucléaires d'ici dix à quinze ans, de l'émigration et du développement. Parallèlement, la secrétaire d'État française Rama Yade doit « évoquer un certain nombre de dossiers » relatifs aux droits de l'homme ; elle s'entretient avec le président de la Ligue tunisienne des droits de l'homme et de l'Association tunisienne des femmes démocrates. En 2003, lors de sa visite, le président Jacques Chirac avait souligné que « le premier des droits de l'homme, c'est de manger, d'être soigné, de recevoir une éducation et d'avoir un habitat ».

### Mai
- 22 mai : Dans une ambiance festive et recueillie, près de 6000 pèlerins accomplissent le pèlerinage annuel à la synagogue de la Ghriba située sur l'île de Djerba. Un important dispositif de sécurité avait été mis en place à cette occasion.

### Juin
- 2 juin : Au lendemain de l'élimination de l'équipe de handball nationale au tournoi préolympique de Paris, le ministère de la Jeunesse, des Sports et de l'Éducation physique dissout le bureau exécutif de la Fédération tunisienne de handball. Le même jour, la Fédération tunisienne de football annonce l'engagement de Humberto Coelho comme nouvel entraîneur de la sélection nationale.
- 7 juin : L'armée se déploie à Redeyef au lendemain d'affrontements qui ont fait officiellement un mort et plusieurs blessés (cinq manifestants et trois policiers) sur fond de chômage et revendications sociales.
- 19 juin : Amnesty International accuse le gouvernement tunisien de « mauvais traitements courants » sous couvert de la lutte contre le terrorisme islamiste, de dépassements de délais de détention et de tortures (privation de sommeil, chocs électriques et simulacres d'exécution).

### Juillet
- 6 juillet : Le ministère de l'Industrie et de l'Énergie annonce une hausse de 5,6 % des prix des produits pétroliers pour la deuxième fois depuis le début de l'année, portant le prix de l'essence à 1,320 dinar le litre. Les prix des hydrocarbures restent subventionnés à hauteur à 1 milliard de dinars dans le budget 2008.
- 30 juillet : Le président Zine el-Abidine Ben Ali annonce sa candidature à l'élection présidentielle de 2009 pour un cinquième mandat à l'occasion d'un discours pour l'ouverture du congrès du Rassemblement constitutionnel démocratique.

### Août
- 17 août : Oussama Mellouli remporte la médaille d'or olympique du 1 500 mètres nage libre, aux Jeux olympiques d'été de 2008, avec un temps de 14 min 40 s 84, devenant ainsi le second médaillé d'or tunisien après Mohammed Gammoudi en 1968.

### Octobre
- 16 octobre : L'assureur français Groupama devient le nouvel actionnaire de référence de la Société tunisienne d'assurance et de réassurance en prenant 35 % du capital de l'assureur pour un montant de 132 millions de dinars.
- 28 octobre : Le brasseur néerlandais Heineken inaugure sa première brasserie en Tunisie. Son arrivée sonne la fin du monopole de la Société frigorifique et brasserie de Tunis détenue à hauteur de 49 % par le groupe français Castel.

### Novembre
- 21 novembre : Une broche en diamant sur argent doublé d'or, datant du XVIIIe siècle et rachetée à un antiquaire bruxellois, est restituée par l'Agence nationale française pour le codéveloppement franco-tunisien au musée Dar Ben Abdallah.
- 22 novembre : Le Club sportif sfaxien conserve la coupe de la CAF grâce au match nul obtenu face à l'Étoile sportive du Sahel (ESS). Il égale l'ESS et la Jeunesse sportive de Kabylie au rang des clubs les plus titrés de la compétition.
- 26 novembre : Le président Zine el-Abidine Ben Ali est cité à comparaître comme témoin au procès de Khaled Ben Saïd (46 ans), ancien vice-consul à Strasbourg et commissaire de police en Tunisie, qui doit être jugé le 15 décembre devant la cour d'assises de Strasbourg, sous l'accusation de « torture ou acte de barbarie par une personne dépositaire de l'autorité publique », pour des faits commis en octobre 1996 en Tunisie[1].

### Décembre
- 11 décembre : Six dirigeants du mouvement de protestation sociale qui a touché la région de Redeyef au premier semestre sont condamnés à des peines allant de deux ans d'emprisonnement avec sursis à dix ans d'emprisonnement ferme par un tribunal de première instance de Gafsa.
- 15 décembre : Le procès de Khaled Ben Saïd, ancien vice-consul de Tunisie en France jugé par défaut pour des actes de torture commis sur une concitoyenne, s'ouvre à Strasbourg. La plaignante, Zoulaikha Gharbi, une mère de cinq enfants âgée de 44 ans, affirme avoir été interpellée à son domicile puis conduite dans un commissariat de Jendouba (nord-ouest de la Tunisie) où elle aurait été partiellement dévêtue, suspendue à une barre métallique, insultée, pincée et griffée, notamment sur les seins[2]. Le tribunal condamne Ben Saïd à huit ans de réclusion pour complicité. Les parties civiles saluent la décision alors que l'avocat du plaignant estime que le dossier est vide et que la plaignante s'est contredite dans ses déclarations.
- 31 décembre : L'Union européenne annonce accorder à la Tunisie des subventions d'un montant global de 106 millions d'euros pour l'appui des secteurs économiques dits « stratégiques » : 30 millions pour l'amélioration de la gestion des finances publiques grâce à « la mise en place d'un système de gestion budgétaire par objectifs », 33 millions pour le Fonds tunisien de dépollution industrielle, ce qui devrait « bonifier une ligne de crédit » de l'Agence française de développement en faveur des entreprises, 30 millions pour renforcer les capacités institutionnelles en faveur d'une plus grande convergence avec les normes européennes et 10 millions pour « alléger un prêt accordé par la Banque européenne d'investissement (BEI) au Groupe chimique tunisien ».

## Culture
- 26 avril : le Comar d'or est attribué à :
  - ouvrage en langue arabe : لون الرّوح (Lawn El Rouh, soit Couleur de l'âme) de Slaheddine Boujah (ar) ;
  - ouvrage en langue française : Un Après-midi dans le désert de Mustapha Tlili .

## Économie
- Fusion de Karthago Airlines (arabe : قرطاج للطيران) (code IATA : 5R, code OACI : KAJ), avec sa concurrente Nouvelair Tunisie.

## Décès
- 10 janvier : Abdelaziz Gorgi, artiste-peintre, 80 ans
- 7 février : Mustapha Fersi, écrivain, 77 ans
- 11 mars : Abdelhamid Kahia, photographe et éditeur, 82 ans
- 9 avril : Choubeila Rached, chanteuse, 75 ans
- 11 mai : Majid El Houssi, écrivain, 66 ans
- 26 mai : Mohamed Mamdouh, comédien, 64 ans
- 31 mai : Samir Ayadi, écrivain et homme de théâtre, 61 ans
- 6 juin : Mohamed Charfi, universitaire et homme politique, 72 ans
- 17 septembre : Habib Mougou, footballeur, 81 ans
- 28 septembre : Georges Adda, homme politique et militant, 92 ans
- 12 octobre : Ahmed Kalaï, musicien, 72 ans
- 15 décembre : Hassib Ben Ammar, ministre, éditeur et militant des droits de l'homme, 84 ans